# Apáca (Brassó megye)
Apáca (románul Apața, németül Geist, latinul Monachalis, szászul Gist) falu Romániában, Brassó megyében.

## Fekvése
Sepsiszentgyörgytől 22 km-re északnyugatra, Brassótól 35 km-re északra, az Olt bal partján fekszik.

## Nevének eredete
Neve egykori kolostorának lakóiról, az apácákról származik.

## Története
1460-ban Apáczija néven említik. A krónika szerint I. Lajos király alapította, mikor Hétfaluba székely határőröket telepített. Várát is ők építették, majd a török időkben megerősítették, valószínűleg a harcok során pusztult el. A falunak már a 14. században volt temploma, amely 1794-ben tűzvészben leégett.
A falut a 17. században többször pusztította pestis, 1658-ban a tatárok dúlták fel. 1794-ben, 1822-ben és 1866-ban tűzvész sújtotta. 1831-ben kolerajárvány volt. 1802-ben, 1806-ban és 1838-ban földrengés pusztított.

## Népesség
1910-ben 1930 lakosából 1561 magyar, 354 román, 11 német volt. 
1992-ben társközségeivel együtt 2745 lakosából 1404 magyar, 747 román, 593 cigány és német volt.
2002-ben 2995 lakosából 1220 magyar, 1625 román, 146 cigány, 2 német és 2 orosz volt.
2011-ben 3169 lakosából 1093 magyar, 1348 román, 545 cigány volt, továbbá 182-en nem nyilatkoztak hovatartozásukról.
2021-ben 3275 lakosából 937 magyar, 1206 román, 805 cigány volt, 2 pedig egyéb nemzetiségűnek vallotta magát, továbbá 325-en nem nyilatkoztak hovatartozásukról. Anyanyelvi szempontból 949 személy magyar anyanyelvűnek, 1995 román anyanyelvűnek és 6 személy cigány anyanyelvűnek vallotta magát, ugyancsak 325-en nem nyilatkoztak.

## Látnivalók
- Várából ma már csak az öregtorony romjai láthatók csekély alapfalmaradványokkal a falu északi részén. Ettől északra régi alapfalak látszanak, a hagyomány szerint erődített kolostor romjai.
- Apácakolostorának csekély maradványai a falu déli végén vannak.
- Mai evangélikus templomát 1804-ben építették.
- A Nagykőpatak völgyében található a korábban Hiúzliknak nevezett, 1974-ben feltárt Apáczai Csere János barlang.
- A Persányi-hegységben található a Tolvajos cseppkőbarlang.

## Híres szülöttei
- Itt született 1625. június 10-én Apáczai Csere János, Erdély nagy pedagógusa, filozófiai író, református teológus. A róla elnevezett utcában álló egyik lakóház falán tábla jelöli a falu nagy szülöttének emlékét.
- Itt született 1893-ban Bartalis János költő.
- Itt született 1940-ben Vogel Sándor történész, szerkesztő.